# Cabrulus pinnipenis
Cabrulus pinnipenis är en insektsart som beskrevs av Ross och Hamilton 1972. Cabrulus pinnipenis ingår i släktet Cabrulus och familjen dvärgstritar. Inga underarter finns listade i Catalogue of Life.